# Mikronacja (państwo)

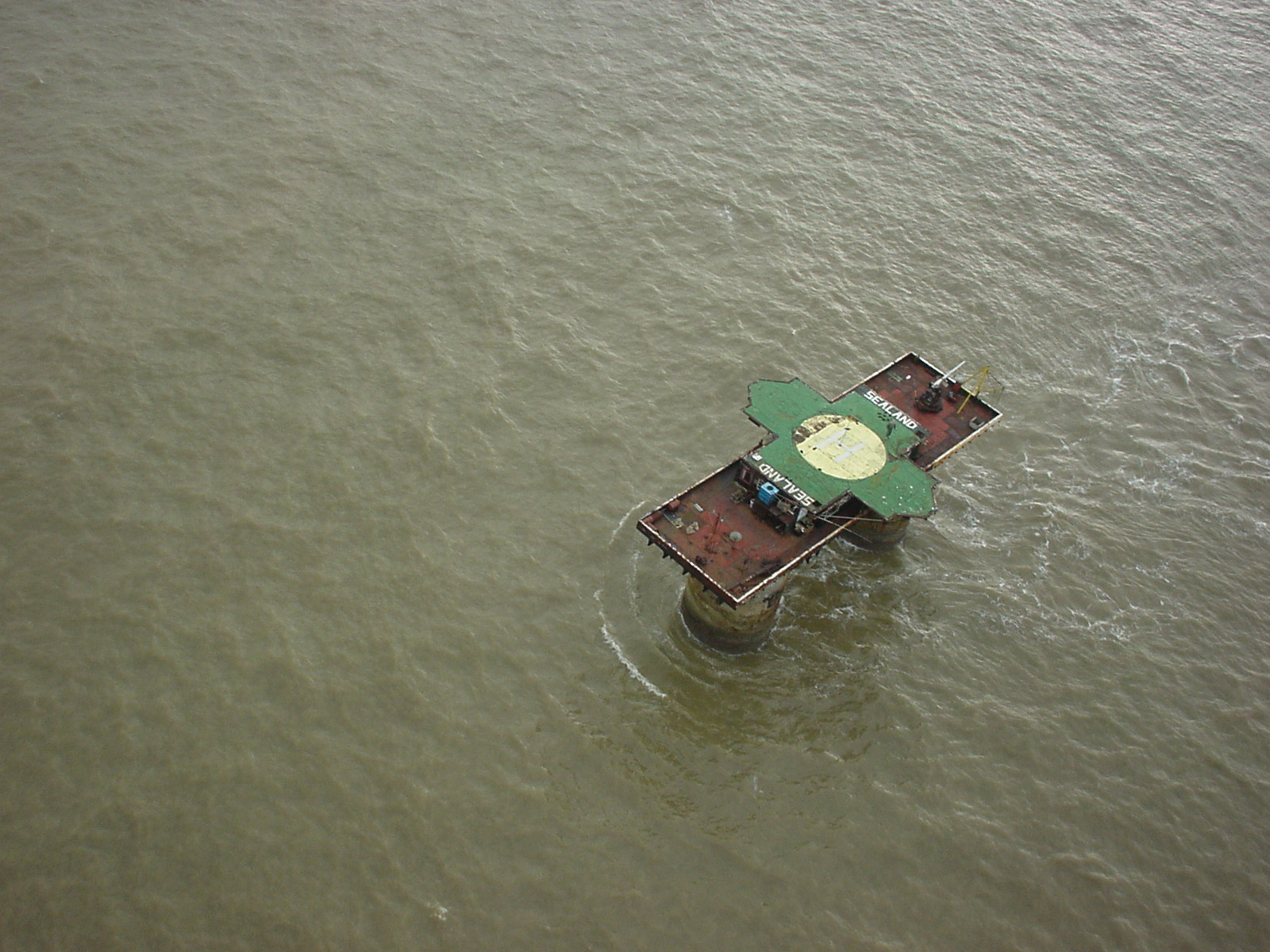
Sealand − przykład mikronacji, która położona jest na Morzu Północnym

Mikronacja (ang. micronation) – rodzaj organizacji społecznościowej, która swój początek może mieć w wirtualnym świecie i posiada cechy przypominające strukturę państwa, chociaż oficjalnie nim nie jest. Mikronacje deklarują suwerenność, ale nie uzyskały uznania na arenie międzynarodowej i nie są elementami polityki międzynarodowej. Termin ten odnosi się także do wirtualnego państwa jako pojęcia, ale jest pojęciem szerszym, ponieważ obejmuje zarówno sferę cyfrową, jak i realną.
Mikronacje powstają z różnych powodów, np. dla rozrywki, jako projekt artystyczny, atrakcja turystyczna lub jako wyraz protestu. Odnotowano istnienie ponad 400 mikronacji, mających nieuznawane przez nikogo poza nimi samymi władze (np. królów lub prezydentów), a często także własne flagi, paszporty, monety, medale czy znaczki pocztowe. Niektóre z mikronacji starają się rozwijać własną kulturę, a nawet język (talossański, patriański, Colician English). Przykładami mikronacji są Sealand, znajdujący się na dawnej platformie przeciwlotniczej Fort Roughs, oraz Hutt River na zachodzie Australii istniejący do 2020 roku.